# Aemilius Crispinus
Aemilius Crispinus (sein Praenomen ist nicht bekannt) war ein im 3. Jahrhundert n. Chr. lebender Angehöriger des römischen Ritterstandes (Eques).
Durch eine Weihinschrift, die beim Kastell Maglona gefunden wurde und die auf 242 datiert wird, ist belegt, dass Crispinus Präfekt der Ala Augusta Gordiana ob virtutem appellata war, die in der Provinz Britannia stationiert war. Er stammte aus Thysdrus in der Provinz Africa.